# Cucina boliviana

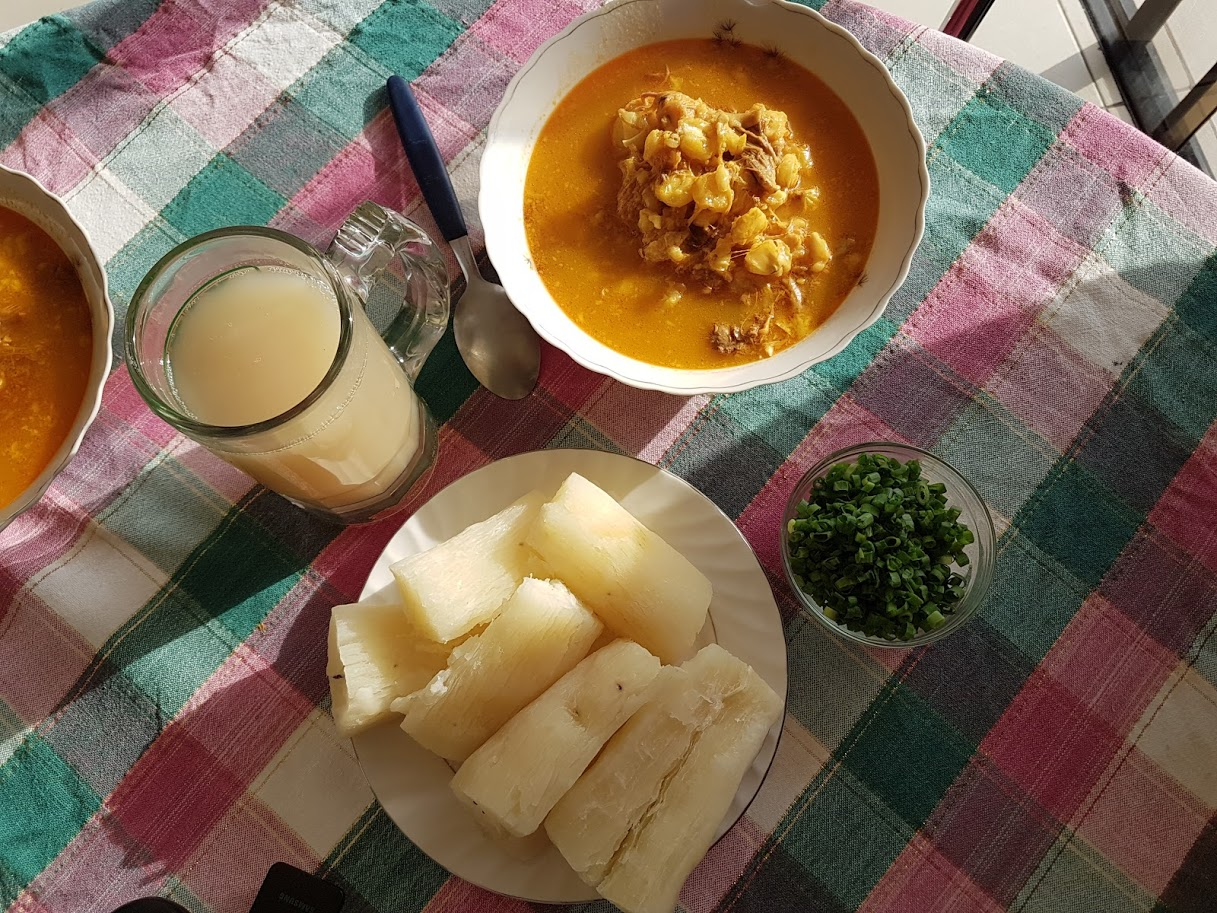
Un pasto boliviano

La cucina boliviana comprende le abitudini culinarie della Bolivia. Essa risulta poco nota per via dell'isolamento geografico del paese, che tuttavia ha consentito una buona autosufficienza alimentare. La dieta boliviana varia sensibilmente in base all'altitudine e alla regione che si prende in considerazione: nelle città dell'altopiano come La Paz prevale il consumo di carne e carboidrati per via del clima freddo, nelle aree tropicali come il Gran Chaco vi si trova più frutta e verdura fresca, mentre nelle valli come a Santa Cruz de la Sierra si ha un maggior equilibrio alimentare e le pietanze risultano meno speziate.

## Piatti principali

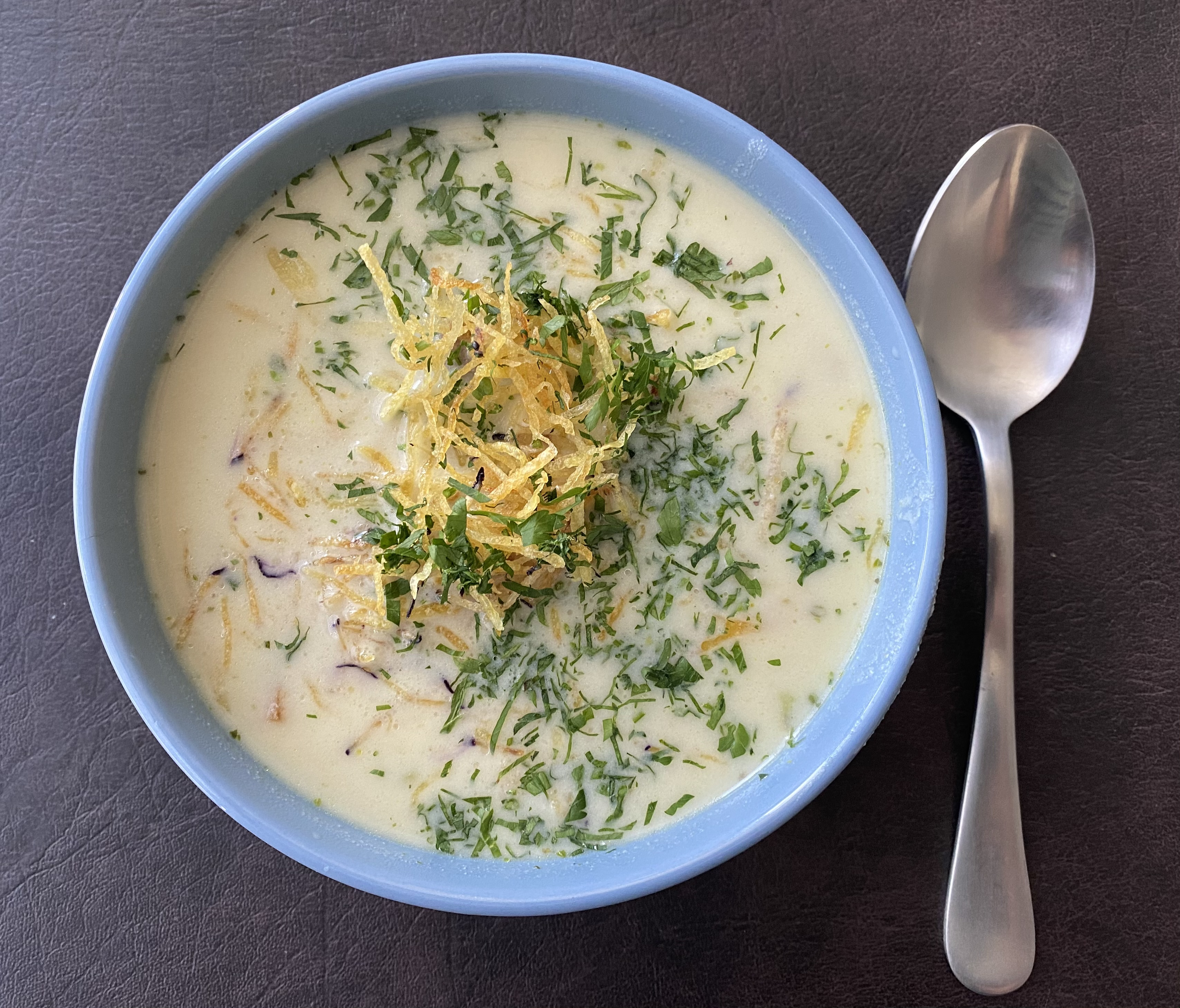
Sopa de manì (zuppa di arachidi)

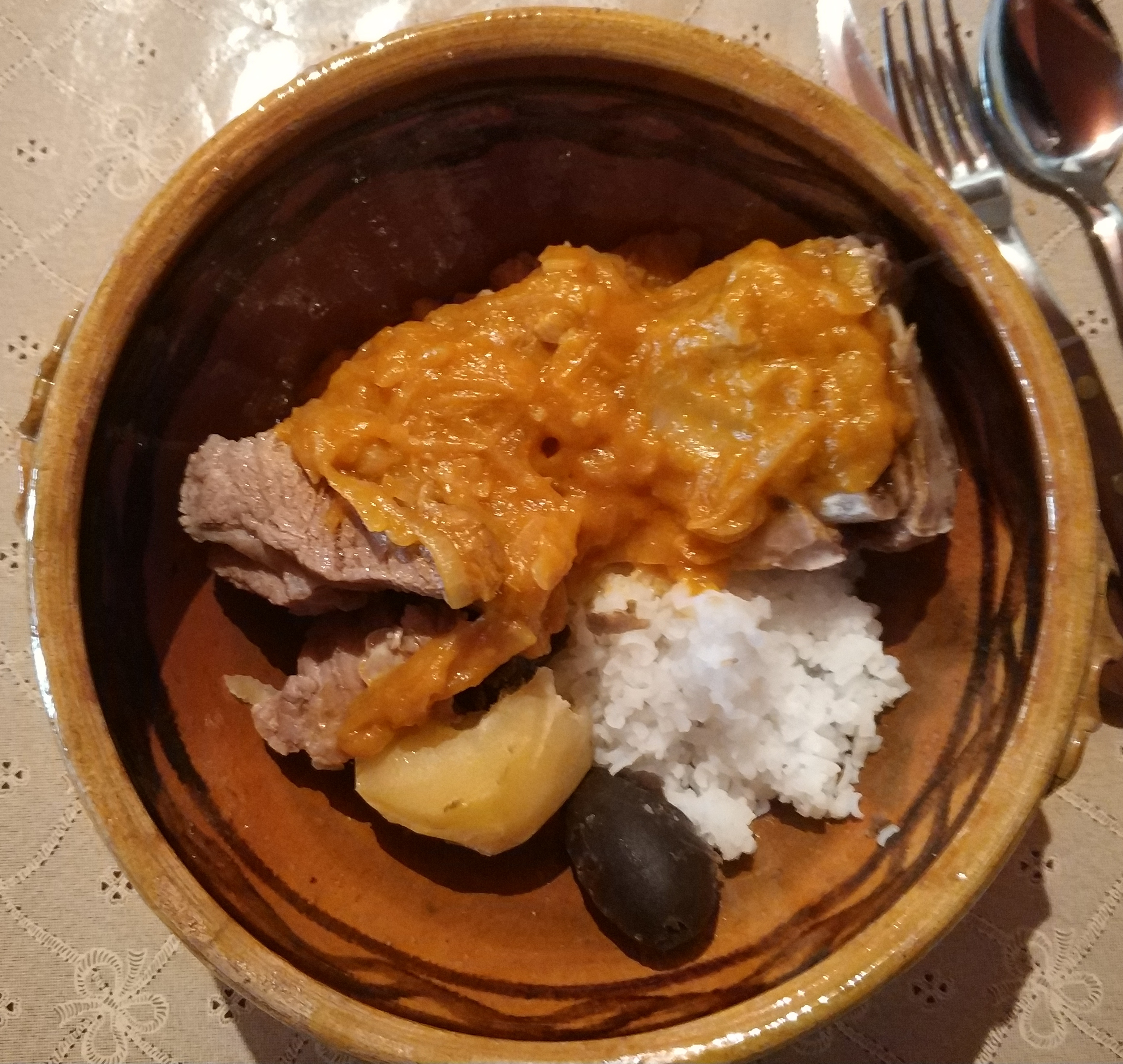
Thimpu

Carne e patate sono gli ingredienti più usati nella cucina boliviana. Tra i piatti a base di carne si citano il silpancho, che consiste in fette di vitello grigliato posate su riso e patate con un uovo fritto, l'anticucho, degli spiedini alla griglia di cuore, il charque de llama (una sorta di jerky di lama) che viene servito con mais (chloco) o formaggio, e uno stufato speziato di agnello chiamato thimpu servito con un brodo denso a base di verdure. Un piatto a base di pollo è l'escabeche accompagnato da una salsa piccante a base di cipolle, carote e peperoncini, mentre tra i piatti a base di maiale si citano il chicharrón (maiale fritto) e il lechón, a base di maiale arrosto condito con peperoncino, aglio e cumino e servito con banane o patate arrosto. Altri tipi di carne includono capra (cabrito), asado o parillada, la schiena (lomo), la spalla (brazuelo) e la trippa (panza). Il falso conejo ("falso coniglio") è una sostanza oleosa e grassa che sembra essere di origine animale, mentre il pique macho è un piatto tipico di Potosí e Sucre che consiste in fette sottili di agnello servite con cipolle.
In Bolivia si contano più di 200 tipi di patate, che vengono coltivate nelle Ande dall'età Inca. Esse possono fare da contorno a una portata oppure essere usate in zuppe o negli stufati. Il chuño è un prodotto alimentare che deriva dalla liofilizzazione e dalla disidratazione delle patate. Ne risulta una buccia leggera che può essere conservata per molto tempo e aggiunta alle zuppe all'occorrenza. Un altro tipo di patata presente nel paese è l'oca, un tubero color viola che può essere preparato in svariati modi, mentre l'añu è una sorta di pastinaca che viene solitamente bollita.
Tra i prodotti caseari diffusi in Bolivia vi sono il latte di pecora e il chaco, un formaggio tipico delle province orientali della regione di Tarija e di quelle occidentali della regione di Santa Cruz.
Gli ingredienti principali delle zuppe sono la quinoa, il grano (trigo) e gli arachidi (manì). Una zuppa tipica è la jaconta, a base di pezzi della spina dorsale dell'agnello, riso, chuño, cavolo, carote, cipolle e origano. Il fricasé è invece una zuppa a base di maiale simile al pozol messicano preparata con hominy, aglio e peperoncino, mentre il guiso de repollo è uno stufato di cavolo che può accompagnare un piatto di carne.
La tipica salsa piccante è data da una mistura di cumino e peperoncino. Di quest'ultimo ci sono almeno 5 tipi: l'aji è lungo e sottile ed è simile al serrano messicano, il locoto è rotondo e spesso ed è meno piccante del primo (ve ne sono più piccoli arancioni, tipicamente più dolci, e altri più grandi dal sapore amaro e di colore verde), e l'ulupica dalla forma più piccola. Le salse piccanti più diffuse in Bolivia sono la llajua (a base di locoto, pomodori, quirquinia e occasionalmente sale) e la k'allu o soltero originaria di Cochabamba che include formaggio. Queste salse spesso accompagnano la marraqueta, un tipico pane boliviano.
Attorno alla zona del lago Titicaca viene consumato il pesce re (pejerrey) che può essere impanato e fritto oppure cucinato alla romana, una preparazione che consiste nella marinatura del pesce in una pastella di aglio, pepe e sale e nella frittura prima di essere servito con patate grigliate, verdure oppure insalata. Presso il fiume Beni invece si pescano trote e surubì, che possono essere grigliati o cotti al forno e conditi con varie salse.

## Frutta
La Bolivia dispone di un'ampia varietà di frutta come arance, banane, chirimoya (una sorta di mela zuccherina), tuna (il frutto dell'Opuntia), ambaiba (un frutto a forma di mano), quaypurù, platani, quineos ("banane-dito"), ocoro (un frutto giallo e spinoso), guapomo (una sorta di limone), cupesi (a forma di fagiolo), marayau (una sorta di uva gigante), nui (simile al ribes), sinini (a forma di cipolla) e paquio (a forma di stomaco).

## Bevande

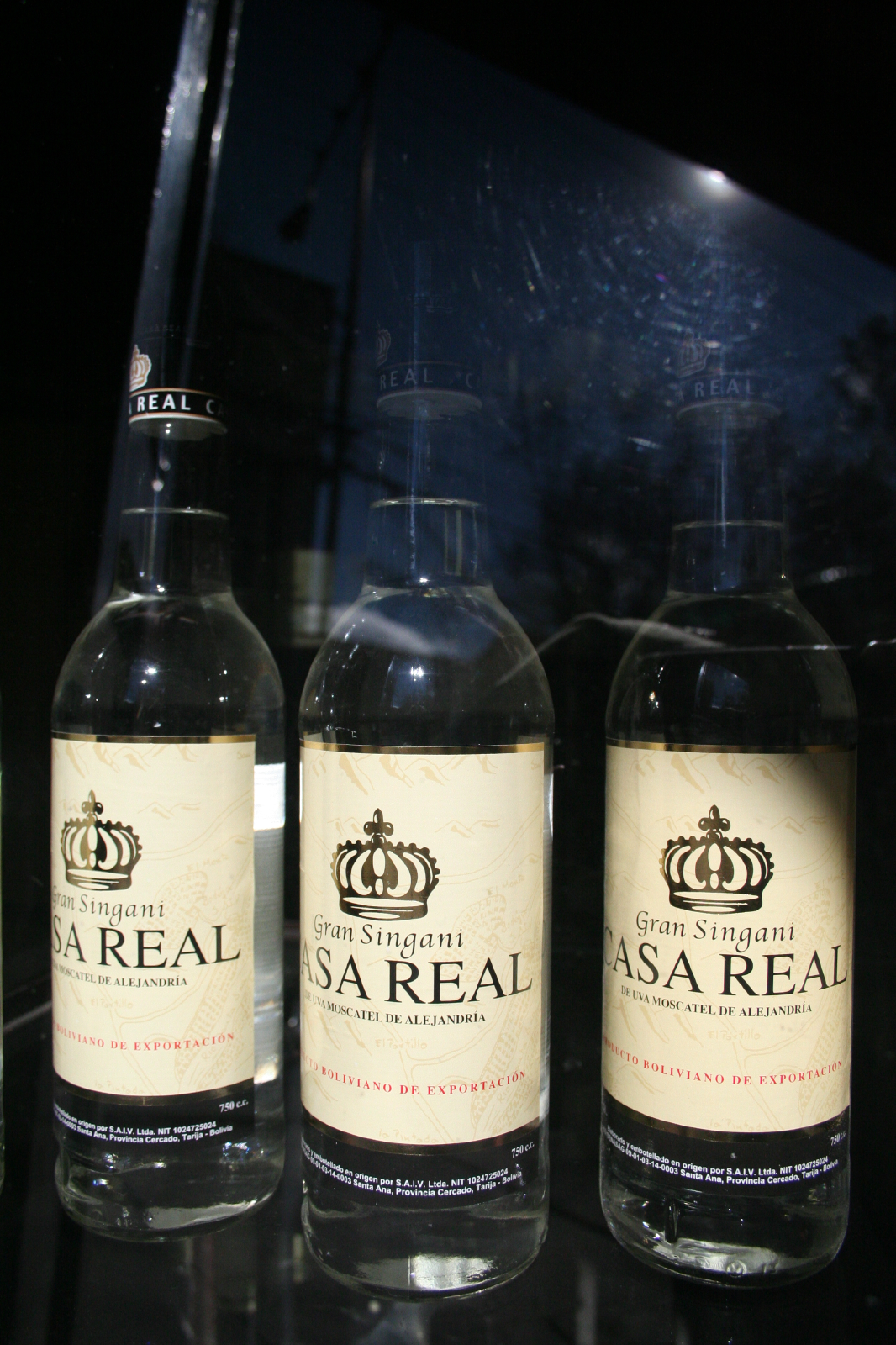
Singani

In Bolivia si attestano alcune birre locali come la Paceña. La bevanda nazionale è la chicha, una birra di mais fermentato prodotta da centinaia di anni: le donne boliviane masticano delle palline di mais chiamate muko che vengono fatte asciugare e poi bollire con zucchero, grano e talvolta anche carne. La bevanda viene solitamente servita in tazze invece che bicchieri. La versione più celebre della chicha è quella di Cochabamba. Una versione più densa e più forte della chica è il tojorí, mentre il singani è un liquore simile al pisco cileno e peruviano che viene servito con ghiaccio e mescolato con sprite oppure succhi dolci.
La Bolivia ha iniziato a produrre vino negli anni '90. L'azienda vinicola più nota è Casas de Altura della Botega La Concepciòn. L'area attorno a Tarija ha sviluppato una buona produzione vinicola.
Tra le bevande analcoliche sono ampiamente disponibili soda, succhi, tè, caffè e mate de coca, quest'ultimo ritenuto salutare per il soroche, ovvero il malessere causato dalle elevate altitudini. Tra gli altri tipi di mate vi sono quelli con camomilla (manzanilla), con anice e quello con una combinazione di tre erbe diverse (trimate).

## Abitudini culinarie

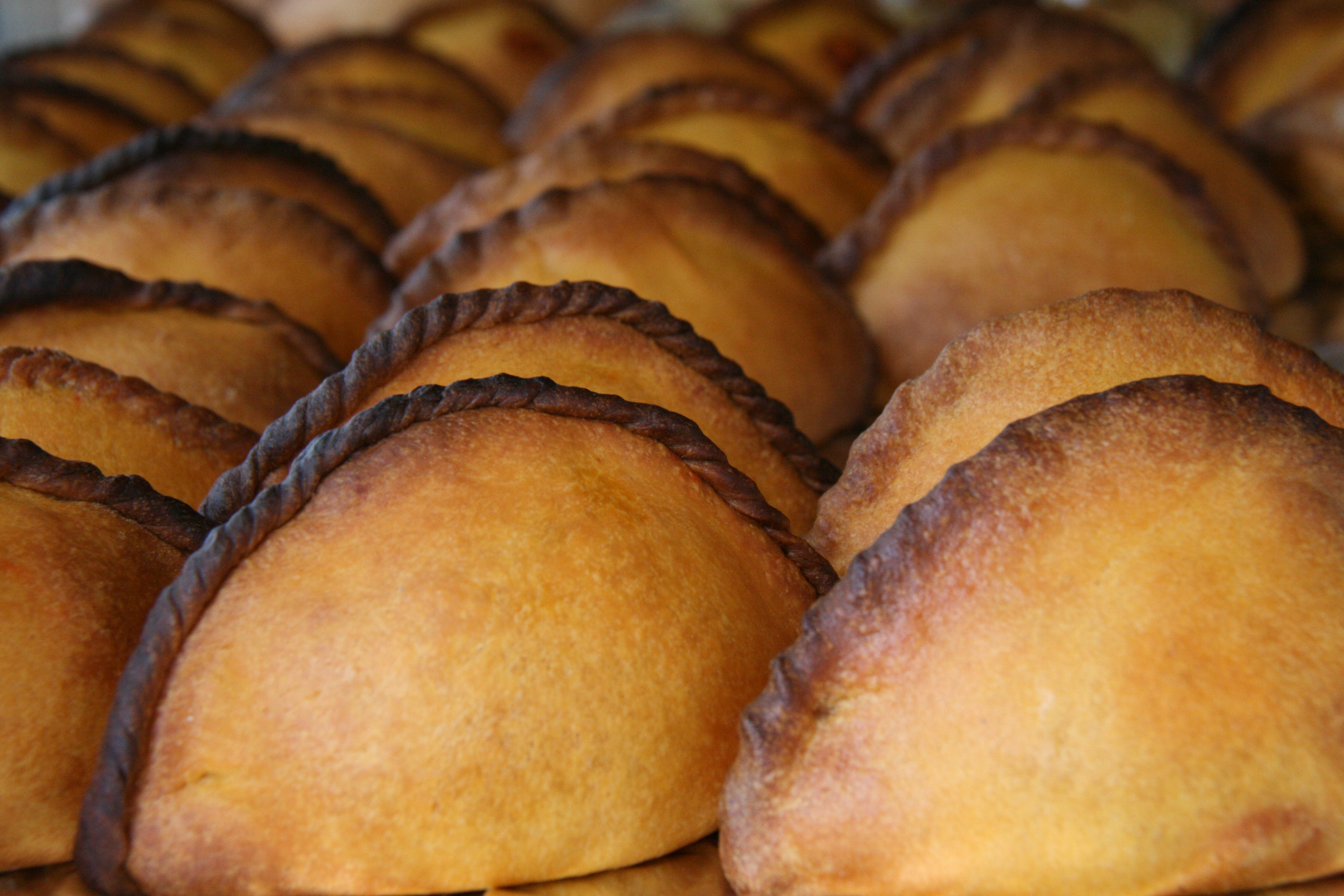
Salteñas

In Bolivia la colazione è piuttosto leggera e comprende latte, yogurt o tè che accompagnano le empanada, dei fagottini ripieni di formaggio o carne. Durante la mattinata i boliviani possono consumare alcuni snack come le salteña, originarie della città argentina di Salta ma diffusissime anche in Bolivia. Il pranzo (almuerzo) è il pasto più importante della giornata e solitamente avviene alle 2 del pomeriggio. Esso comprende una zuppa o uno stufato a base di carne e verdure che accompagna una portata principale (generalmente riso, patate, carne e verdure miste), e si conclude con frutta o nelle occasioni speciali un dessert come il Manjar Blanco (una crema di riso liofilizzato, latte, zucchero e cannella) o il dulce de leche (a base di latte). La cena si tiene attorno alle 7 di sera ed è meno abbondante del pranzo.
Tra gli snack pomeridiani si citano le huminta (simili ai tamales messicani) e i cuñape, a base di manioca e formaggio. Questi snack vengono consumati durante l'ora del tè, una tradizione importata dai minatori britannici che lavoravano nell'altopiano boliviano.
I ristoranti che offrono piatti boliviani sono relegati alle tavole calde o alle aree mercatali. Nella grandi città molti posti frequentati dai ceti medioalti del paese offrono una cucina più internazionale come quella messicana, mentre le grandi catene di fast food occidentali sono estremamente rare. A differenza dei paesi europei, i bar e le whiskerias restano aperti fino all'ora di cena. Nei centri a bassa altitudine, molti di questi locali possiedono spazi all'aperto.